# Šilutė
Šilutė ( escoltar (?·pàg.)) prèviament Šilokarčiama, en alemany: Heydekrug) és una ciutat al sud del comtat de Klaipeda, Lituània. La ciutat forma part de la regió etnogràfica Lituània Menor. Šilutė; va ser al període d'entreguerres la capital del Comtat de Šilutė i és actualment la capital del districte municipal de Šilutė.

## Nom
L'origen del nom de Šilutė data d'una antiga posada per als viatgers i els seus cavalls que es trobava a mig camí entre Memel i Tilsit. El nom alemany d'Heydekrug es refereix a un Krug (una paraula arcaica per definir una posada). La posada era coneguda per la majoria dels habitants de la regió que parlen el dialecte Memelland-Samogitian Šilokarčema.

## Història

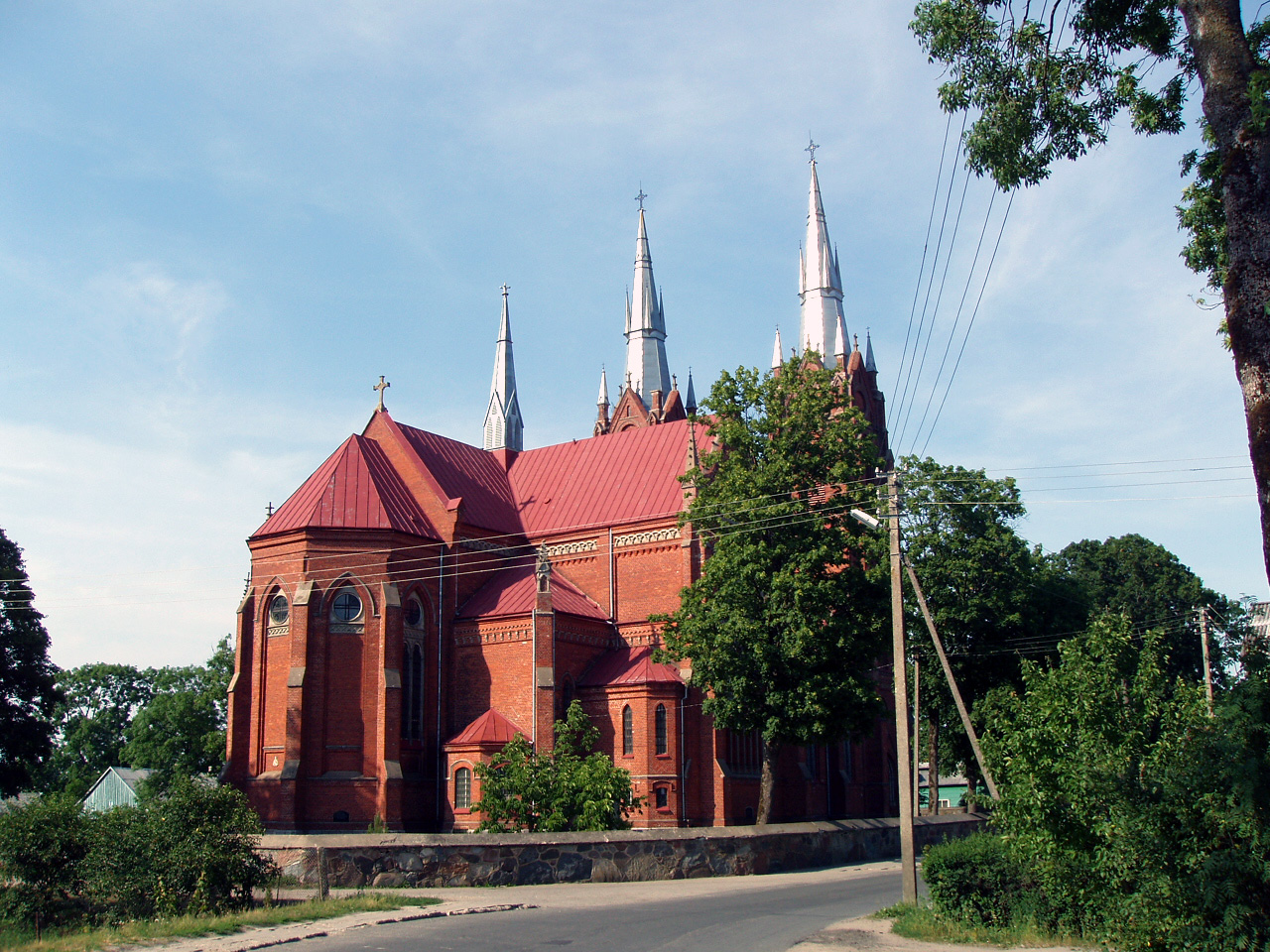
Església de Salantai

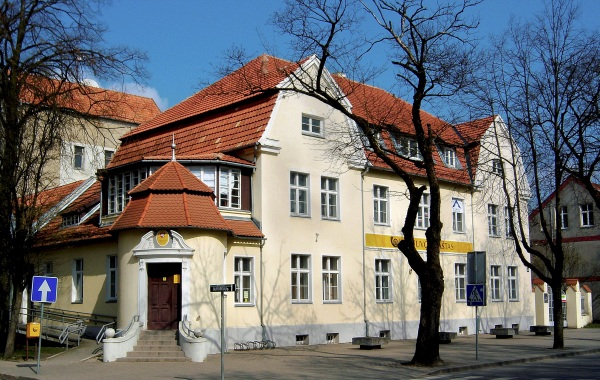
Antiga oficina de correus (1905)

Un famós mercat de peix va ser inaugurat a Šilutė fa quasi 500 anys, quan Georg Tallat va comprar la posada junt amb la terra i els drets de pesca el 1511. La ciutat era un lloc de reunió per als pagesos de la propera Samogítia, l'Istme de Curlàndia i prussians pescadors de Rusnė, Nida i Lesnoye. Al costat de la posada es va construir una església el 1550. la població va cercar sovint que se li concedís els drets de ciutat, però va ser rebutjada per Memel i Tilsit el 1721 i 1725. El 1722 «Heydekrug» va esdevenir centre del districte i el 1818 en capital de Landkreis Heydekrug. L'assentament es va amalgamar amb els pobles de Werden (Verdaine), Szibben (Zibai) i Cynthionischken (Cintjoniškiai) el 1910, tot i que encara no va rebre els drets de ciutat. Després de la Primera Guerra Mundial, la ciutat va esdevenir part de Lituània, i va ser quan va pertànyer a l'antiga regió de Klaipėda el 1923.
La ciutat va ser recuperada per l'Alemanya nazi el 1939, quan es va tornar a adquirir el Territori de Memel. El 1941 la ciutat va rebre finalment els drets de ciutat. Durant la Segona Guerra Mundial, el campament de presoners de guerra Stalag Luft VI es trobava a prop de Šilutė (Heydekrug), era el més septentrional campament de presoners de guerra dintre dels confins d'Alemanya.

## Ciutats agermanades
- Ljungby, Suècia
- Nakskov, Dinamarca
- Emmerich, Alemanya
- Ostróda, Polònia
- Slavsk, Rússia